# Ettore Rolli
Ettore Rolli (Roma, 1818 – Roma, 1876) è stato un botanico e medico italiano.

## Biografia

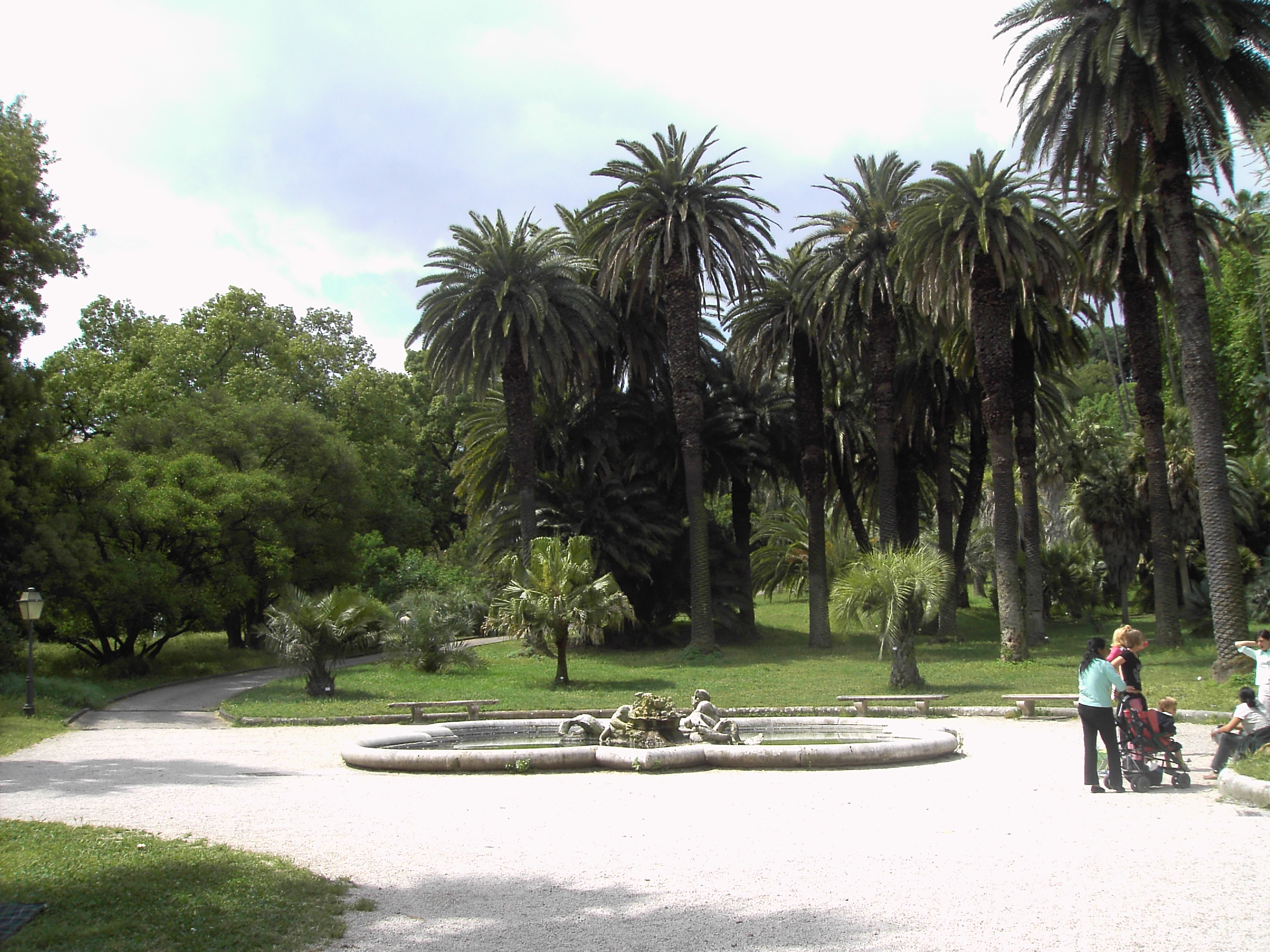
L'attuale Orto botanico di Roma nel parco del Palazzo Corsini alla Lungara

Nato a Roma nel 1818, dopo la laurea in medicina esercitò la professione di medico condotto per alcuni anni. Appassionato di botanica, studiò la flora della città natale, pubblicando parte dei suoi studi nel Giornale arcadico di scienze, lettere ed arti. Dal 1853 al 1871 diresse l'Orto botanico cittadino, ove ebbe modo di sperimentare l'acclimatazione di alcune piante esotiche.
Socio dell'Accademia medica di Roma e, dal 1864, dell'Accademia dei Lincei, scrisse alcuni testi di carattere storico sul fondatore dell'Accademia Federico Cesi e altri lincei. Morì nel 1876, a circa cinquantotto anni, nella città natale.
Dopo la morte, il suo erbario fu acquisito dall'Università di Roma e fa parte attualmente del Museo erbario ospitato nell’edificio di Botanica del Dipartimento di biologia ambientale (già Istituto di botanica) della Spienza.
Nella capitale sono dedicate al suo nome la Scuola d'arte e dei mestieri di via Macedonia, nel quartiere Appio-Latino nei pressi del Parco della Caffarella, e una via situata tra il quartiere Portuense e il Gianicolense, adiacente al popolare mercato domenicale di Porta Portese.

## Opere
- Sopra due piante che il chiarissimo professore Ernesto Mauri [...] lasciava denominate nell'Orto botanico dell'Archiginnasio Romano, [S.l.], [s.n.], [1865?]
- Osservazioni sopra le palme coltivate nell'Orto botanico, ed in altri luoghi di Roma, [S.l.], [s.n.], 1871.